# Pi Scorpii
Pi Scorpii (π Scorpii, förkortat Pi Sco, π Sco), som är stjärnans Bayer-beteckning, är en trippelstjärna i den västra delen av stjärnbilden Skorpionen. Den har en genomsnittlig skenbar magnitud på +2,89 och är synlig för blotta ögat. Baserat på parallaxmätningar i Hipparcos-uppdraget på ca 6,5 mas beräknas den befinna sig på ca 590 ljusårs (180 parsek) avstånd från solen. Pi Scorpii ingår kinematiskt i undergruppen Upper Scorpius av Scorpius-Centaurusföreningen, en grupp av tusentals unga stjärnor med en medelålder på 11 miljoner år på ett avstånd av ca 470 ljusår (145 parsec).

## Nomenklatur
Beteckningarna för konstellationens tre beståndsdelar är Pi Scorpii A och B och av A:s komponenter - Pi Scorpii Aa (formellt benämnd Fang) och Pi Scorpii Ab. De är härleda från konventionen som används av Washington Multiplicity Catalog (WMC) för multipelstjärnsystem, och antagen av Internationella astronomiska unionen ( IAU).

## Egenskaper
Primärstjärnan Pi Scorpii A är en blå till vit stjärna i huvudserien av spektralklass B1 V. Den har en massa som är ca 13 gånger solens massa, en radie som är ca 5 gånger större än solens och utsänder ca 21 900 gånger mera energi än solen från dess fotosfär vid en effektiv temperatur på ca 25 200 K.
Pi Scorpii A är en ellipsoidisk variabel (ELL). Den varierar mellan skenbar magnitud 2,88 och 2,91 med en period av 1,570103 dygn.
Kring primärstjärnan kretsar av en mindre, mer avlägsen följeslagare Pi Scorpii B, som har en skenbar magnitud av +12,2. Denna komponent är separerad från paret med 50 bågsekunder, vilket motsvarar åtminstone 7 000 AE.